# 馬克西姆·瓦謝爾-拉格拉夫
马克西姆·瓦希耶-拉格拉夫（法語：Maxime Vachier-Lagrave，1990年10月21日—），法国国际象棋棋手、特级大师。他於2010年畢業於洛桑聯邦理工學院數學系。
瓦希耶-拉格拉夫于2004年获国际大师称号，2005年晋升为特级大师。2009年，获得国际象棋世界青年冠军。他曾三度获得法国国际象棋冠军（2007年、2011年、2012年），四度获比尔特级大师赛冠军（2009年、2013年、2014年、2015年）。
他是現任的超快棋世界冠軍 （页面存档备份，存于）。